# Latvijas PSR čempionāts futbolā 1988
L'edizione 1988 del massimo campionato di calcio lettone fu la 44ª come competizione della Repubblica Socialista Sovietica Lettone; il titolo fu vinto dal RAF Jelgava, giunto al suo primo titolo.

## Formato
Il campionato era formato da sedici squadre che si incontrarono in gare di andata e ritorno per un totale di 30 turni; erano assegnati due punti alla vittoria, un punto al pareggio e zero per la sconfitta.

## Classifica finale
|                        | Pos. | Squadra               | Pt | G  | V  | N  | P  | GF | GS | DR  |
| ---------------------- | ---- | --------------------- | -- | -- | -- | -- | -- | -- | -- | --- |
| RSS Lettone (bandiera) | 1.   | RAF Jelgava           | 49 | 30 | 19 | 11 | 0  | 69 | 18 | +51 |
|                        | 2.   | Torpedo Riga          | 48 | 30 | 22 | 4  | 4  | 55 | 24 | +31 |
|                        | 3.   | Celtnieks Daugavpils  | 41 | 30 | 16 | 9  | 5  | 47 | 19 | +28 |
|                        | 4.   | Jūrnieks              | 37 | 30 | 14 | 9  | 7  | 55 | 43 | +12 |
|                        | 5.   | Gauja Valmiera        | 36 | 30 | 15 | 6  | 9  | 56 | 40 | +16 |
|                        | 6.   | Sarkanais Metalurgs   | 34 | 30 | 12 | 10 | 8  | 66 | 44 | +22 |
|                        | 7    | VEF Riga              | 32 | 30 | 11 | 10 | 9  | 40 | 38 | +2  |
|                        | 8.   | Apgaismes Tehnika     | 31 | 30 | 13 | 5  | 12 | 56 | 44 | +12 |
|                        | 9.   | Celtnieks Rīga        | 30 | 30 | 12 | 6  | 12 | 53 | 43 | +10 |
|                        | 10.  | Sarkanais Kvadrats    | 27 | 30 | 10 | 7  | 13 | 29 | 45 | -16 |
|                        | 11.  | Zvezda                | 25 | 30 | 10 | 5  | 15 | 58 | 55 | +3  |
|                        | 12.  | Junioru izlase        | 22 | 30 | 6  | 10 | 14 | 33 | 46 | -13 |
|                        | 13.  | Zemgale Ilukste       | 21 | 30 | 7  | 7  | 16 | 27 | 59 | -32 |
|                        | 14.  | Mašīnbūvētājs Rēzekne | 20 | 30 | 8  | 4  | 18 | 37 | 64 | -27 |
|                        | 15.  | Aditajs Ogre          | 17 | 30 | 6  | 5  | 19 | 45 | 75 | -30 |
|                        | 16.  | Ostinieks Riga        | 10 | 30 | 3  | 4  | 23 | 29 | 98 | -69 |